# Marceau Faucret
Marceau Faucret, dit Foucre, né le 21 décembre 1919 à Forges-les-Eaux (Seine-Maritime) et mort le 14 avril 2000 à Tergnier (Aisne), est un résistant, compagnon de la Libération engagé dans le 1er Bataillon d'infanterie de marine (1er BIM) et les forces françaises libres.

## Biographie
Fils d'un mécanicien de la SNCF, Marceau Faucret est né le 21 décembre 1919 à Forges-les-Eaux en Seine-Maritime. Alors typographe, il s'engage en janvier 1938 au sein du 4e régiment de hussards.
Engagé à nouveau au sein du 4e régiment de spahis tunisiens, il embarque début 1939 pour Beyrouth et est bientôt promu brigadier. Ayant entendu l'appel du 18 Juin prononcé par le général de Gaulle et refusant l'armistice, il s'évade alors de Syrie le 28 juin 1940 pour s'engager dans les forces françaises libres en Palestine mandataire, ce qui lui vaudra d'être condamné à dix ans de prison par le tribunal militaire de Clermont-Ferrand pour désertion.
Il est alors affecté au sein du 1er bataillon d'infanterie de marine (1er BIM), sous les ordres du capitaine Raphaël Folliot. Il participe brillamment à la Guerre du Désert, notamment lors des batailles de Sollum, Bardia, Tobrouk et Benghazi. Il reçoit une citation pour avoir réussi "par son intervention rapide à empêcher des aviateurs ennemis à rentrer dans leurs lignes".
Pour son comportement durant les batailles, il est fait Compagnon de la Libération dès le 7 mars 1941.
De retour en Palestine mandataire en mai 1941, le caporal prend ensuite part campagne de Syrie en juillet 1941 et stationne au sein du territoire jusqu'en décembre.
En 1942, il participe à la seconde campagne de Libye et notamment aux combats de la bataille de Bir Hakeim et aux opérations de la seconde bataille d'El Alamein (Égypte). Il est alors engagé dans la poursuite des ennemis en déroute en Libye italienne au sein de son unité, désormais appelée le Bataillon d'infanterie de marine et du Pacifique (BIMP), à la suite de la fusion du 1er bataillon d'infanterie de marine (B.I.M) et le bataillon du Pacifique (B.P.1).
Il combat ensuite dans la campagne de Tunisie jusqu'en mai 1943, participant aux batailles de Mareth, Sfax, Sousse et Zaghouan. Resté plusieurs mois en Tunisie, le caporal-chef embarque ensuite à Bône (Algérie française) avec la 1re division française libre à destination de l'Italie le 23 avril 1944, il se distingue en assurant les liaisons en toutes circonstances.
Il débarque à Cavalaire-sur-Mer le 16 août 1944 et prend part aux opérations de Hyères, Toulon, la vallée du Rhône, Lyon, Belfort, les Vosges.
Il est blessé en janvier 1945 par un éclat d'obus au thorax lors de la campagne d'Alsace il est hospitalisé à Dijon pendant un mois. Après un autre mois de convalescence, le sergent Faucret rejoint le dépôt central des FFL à Paris.
Il est ensuite démobilisé en juin 1945, il entre comme homme d'équipe à la SNCF, il y termine sa carrière en tant qu'inspecteur en 1980.
Il est président d'Honneur de l'Union départementale de l'Aisne des Anciens de la 1ère DFL.
Marceau Faucret décède le 14 avril 2000 dans l'Aisne, à Tergnier, où il a été inhumé.

## Distinctions
- Officier de la Légion d'honneur
- Compagnon de la Libération par décret du 7 mars 1941[1]
- Médaille militaire
- Croix de guerre 1939-1945 (2 citations)
- Médaille de la Résistance française par décret du 24 avril 1946[2]
- Croix du combattant
- Médaille coloniale avec agrafes "Libye 1941", "Bir-Hakeim 1942, "Tunisie"
- Insigne des blessés militaires
- Médaille commémorative française de la guerre 1939-1945
- Médaille commémorative de la campagne d'Italie (1943-1944)